# Tadeusz Pelak

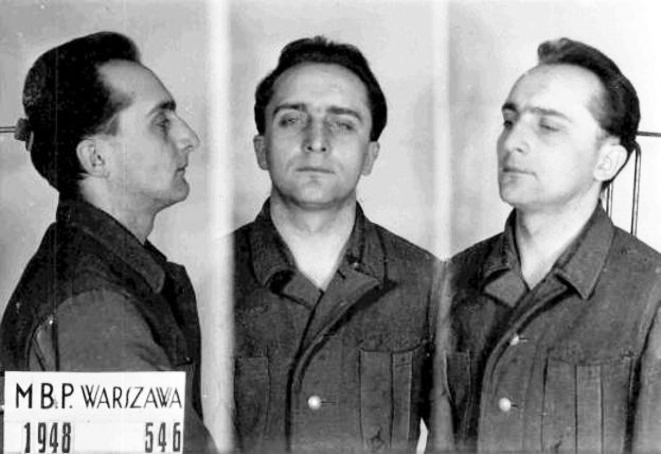
Tadeusz Pelak po aresztowaniu przez Ministerstwo Bezpieczeństwa Publicznego 1948

Tadeusz Pelak ps. Junak (ur. 1 października 1922 w Wilkołazie, zm. 7 marca 1949 w Warszawie) – porucznik, żołnierz Związku Walki Zbrojnej-Armii Krajowej, członek Zrzeszenia „Wolność i Niezawisłość” w okresie powojennym. Stracony w więzieniu mokotowskim.

## Życiorys

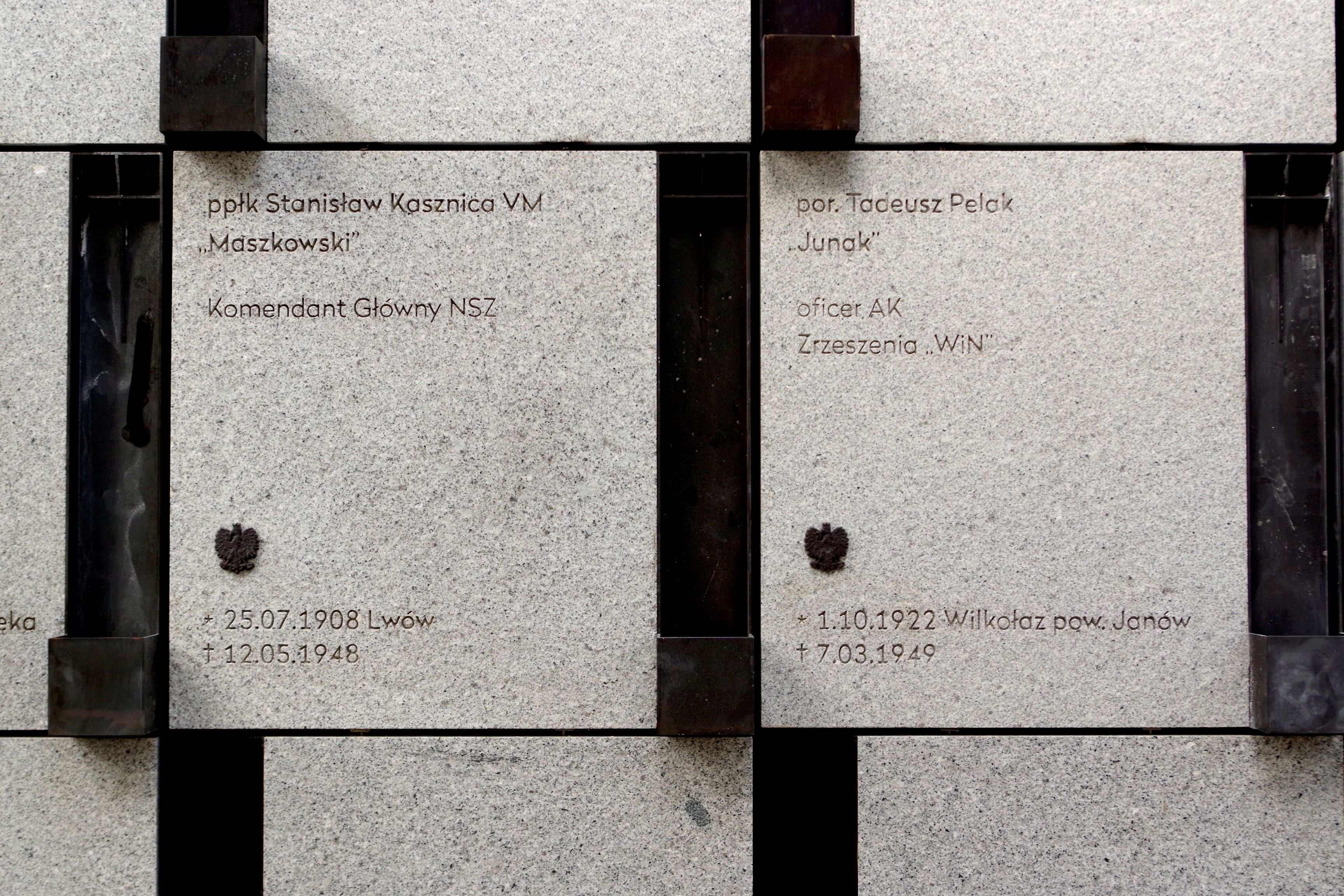
Groby ppłk. Stanisława Kasznicy ps. „Maszkowski” i por. Tadeusza Pelaka ps. „Junak” w Panteonie – Mauzoleum Wyklętych-Niezłomnych na Cmentarzu Wojskowym na Powązkach w Warszawie.

Urodził się w wielodzietnej chłopskiej rodzinie. Był synem Władysława i Agaty z dom Rachwał. Ukończył 7 klas szkoły powszechnej.
W 1941 wstąpił do Związku Walki Zbrojnej. Później został żołnierzem Kedywu Okręgu AK-Lublin. Od jesieni 1943 r. był w oddziale Hieronima Dekutowskiego „Zapory”. Uczestniczył w wielu akcjach dywersyjnych i bojowych przeciw Niemcom, m.in. w akcji rozbicia więzienia w Opolu Lubelskim.
Po wejściu w II połowie lipca 1944 na Lubelszczyznę Armii Czerwonej otrzymał wezwanie do wojska, ale nie zgłosił się i powrócił do oddziału „Zapory”, kontynuując walkę o niepodległość. Nosił pseudonim „Junak” i brał udział we wszystkich większych akcjach oddziału „Zapory”, podlegającego Delegaturze Sił Zbrojnych na Kraj, a później Inspektoratowi Lublin Zrzeszenia „Wolność i Niezawisłość”.
Nie skorzystał z amnestii 1945. 23 sierpnia 1946 wraz z Czempińskim „Zbychem” został aresztowany w rodzinnej miejscowości Wilkołaz, ale zdołał się uwolnić po dramatycznej walce, w której zginęło trzech milicjantów.
Wiosną 1947 ujawnił się w czasie tzw. amnestii dla podziemia niepodległościowego, ale pozostał w stałym kontakcie z „Zaporą”. Jesienią 1947 zdecydował się wraz z grupą żołnierzy mjr. Hieronima Dekutowskiego „Zapory” zagrożonych aresztowaniem na próbę ucieczki na Zachód. Jednak w wyniku zdrady i prowokacji zorganizowanej przez UB z Katowic wszyscy oni zostali podstępnie aresztowani w punkcie kontaktowym w Nysie. Tadeusz Pelak został tam zatrzymany 16 września 1947 roku. Następnie trafił do centralnego więzienia MBP w Warszawie na Mokotowie.
Wyrokiem Wojskowego Sądu Rejonowego w Warszawie z 15 listopada 1948 został przez sędziów: majora Józefa Badeckiego, kapitana Józefa Kanteckiego i kaprala Ryszarda Wasilewskiego skazany na karę śmierci. Wyrok podtrzymał Najwyższy Sąd Wojskowy w składzie pułkownik Józef Dziowe, podpułkownik Alfred Janowski i pułkownik Józef Warecki, a prezydent Bierut decyzją 28 lutego 1949 nie skorzystał z prawa łaski.
Porucznik Tadeusz Pelak został stracony 7 marca 1949 razem z sześcioma towarzyszami walki: majorem Hieronimem Dekutowskim, Romanem Grońskim, Stanisławem Łukasikiem, Jerzym Miatkowskim, Edmundem Tudrujem i Arkadiuszem Wasilewskim w więzieniu mokotowskim przy ul. Rakowieckiej w Warszawie. W 1994 i 1995 został zrehabilitowany wyrokami Sądu Wojskowego w Warszawie. Trwające kilkadziesiąt lat poszukiwania miejsca spoczynku ofiary komunistycznego mordu zostały uwieńczone sukcesem. Latem 2012 badacze Instytutu Pamięci Narodowej działający pod kierunkiem prof. Krzysztofa Szwagrzyka odkryli i zabezpieczyli jego szczątki podczas prac ekshumacyjnych na terenie Kwatery na Łączce, na warszawskich Powązkach.
Szczątki Tadeusza Pelaka 20 lutego 2013, o czym Rada Ochrony Pamięci Walk i Męczeństwa, Pomorski Uniwersytet Medyczny w Szczecinie i Instytut Pamięci Narodowej powiadomiły 22 sierpnia 2013 roku. Identyfikację szczątków odnalezionych na kwaterze "Ł" przeprowadza PUM w Szczecinie w ramach Polskiej Bazy Genetycznej Ofiar Totalitaryzmów.

## Order
Postanowieniem prezydenta Lecha Kaczyńskiego z 15 listopada 2007 r., w 59. rocznicę skazania przez Wojskowy Sąd Rejonowy w Warszawie na karę śmierci siedmiu „Żołnierzy Wyklętych”, został za wybitne zasługi dla niepodległości Rzeczypospolitej Polskiej odznaczony Krzyżem Oficerskim Orderu Odrodzenia Polski.